# 1997 QQ4
1997 QQ4 är en asteroid i huvudbältet som upptäcktes den 30 augusti 1997 av OCA–DLR Asteroid Survey (ODAS).
Asteroiden har en diameter på ungefär 3 kilometer.